# Northern Illinois Huskies

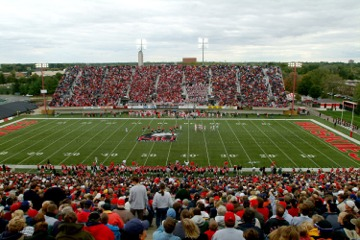
Huskie Stadium.

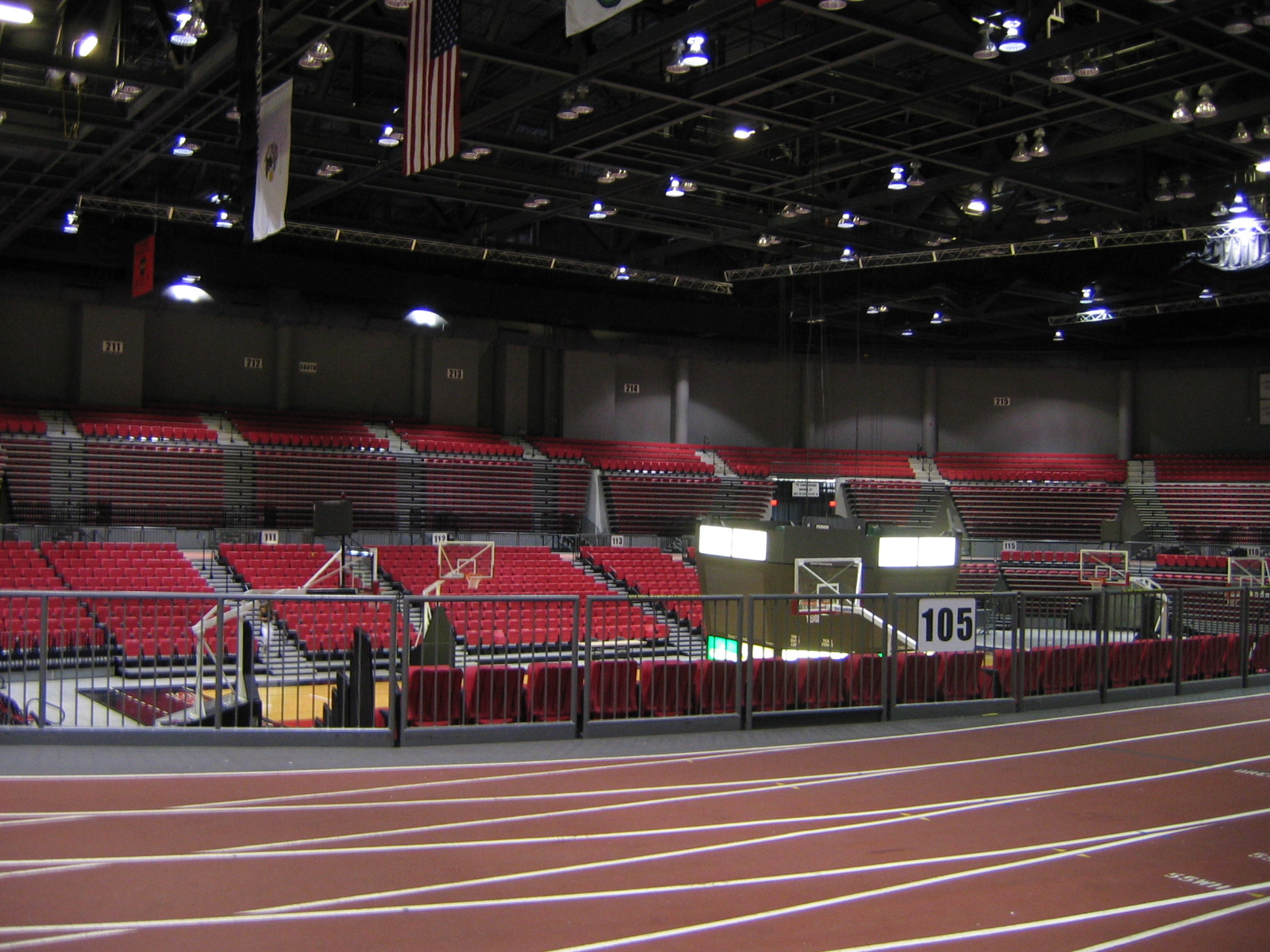
El Convocation Center, sede del equipo de baloncesto.

Northern Illinois Huskies (español: Huskies del Norte de Illinois) es el equipo deportivo de la Universidad de Illinois Septentrional (NIU – Northern Illinois University), situada en DeKalb, Illinois. Los equipos de los Huskies participan en las competiciones universitarias organizadas por la NCAA, y forma parte de la Mid-American Conference (MAC).
Los Huskies dejarán la MAC en julio de 2026. El equipo de fútbol americano se unirá a la Mountain West Conference, y la mayoría de los demás deportes volverán a unirse a la Horizon League, de la que NIU había sido miembro de 1994 a 1997.

## Programa deportivo
Los Huskies participan en las siguientes modalidades deportivas:
| - Masculino - Béisbol - Baloncesto - Lucha libre - Fútbol americano - Golf - Fútbol - Tenis | - Femenino - Baloncesto - Cross - Golf - Gimnasia - Sóftbol - Fútbol - Tenis - Atletismo - Voleibol |

### Baloncesto
El equipo de baloncesto masculino de los Huskies ha conseguido ganar en 2 ocasiones el Torneo de Conferencia, ganando también la fase regular en 1991. Tan solo 4 jugadores han llegado a lo largo de la historia a jugar en la NBA, aunque ninguno de ellos ha llegado a disputar más de 100 partidos como profesional. En la actualidad no hay ninguno.
Ha participado en 3 ocasiones en la fase final de la NCAA, la última de ellas en 1996, pero nunca ha pasado de la primera ronda.